# 제미마 커크
제마이마 커크(Jemima Kirke, 1985년 4월 26일 ~ )는 잉글랜드의 배우이다.

## 출연 작품
- 올 디즈 스몰 모먼츠 (2018)
- 언투게더 (2018)
- 더 리틀 아워즈 (2017)
- 걸스 시즌5 (2016)
- 걸스 시즌4 (2015)
- 걸스 시즌3 (2014)
- 걸스 시즌1 (2012)